# Distrikt Santa Catalina
Der Distrikt Santa Catalina ist einer der 23 peruanischen Distrikte, welche die Provinz Luya bilden. Der Distrikt hat eine Fläche von 
126,21 km². Die Einwohnerzahl lag beim Zensus 2017 bei 1888.

## Geographische Lage
Santa Catalina grenzt im Norden an den Distrikt San Jerónimo, im Osten an den Distrikt San Cristóbal, Im Süd-Westen an den Distrikt Luya Viejo und im Westen an den Distrikt Conila.
Der Distrikt wurde am 7. November 1955 offiziell gegründet. Die Distriktverwaltung befindet sich in dem Dörfchen Santa Catalina. Das Dorffest wird am 20. August begangen.

## Dörfer und Gehöfte im Distrikt Santa Catalina
- Santa Catalina
- Hualac
- Pinduc
- Salazar
- Tambillo
- San Juan de Providencia
- Ingenio
- Tambocucho
- La Libertad de Huandil
- Vista Hermosa
- Mundo Nuevo
- Auzopata
- Santa Rosa